# أبلى
أُبْلَى هي جبال في منطقة المدينة المنورة.

## ذكرها في المصادر القديمة

### أبو عبيد الله البكري
قال أبو عبيد الله البكري(1014 - 1094 م):
.«بضمّ الهمزة، على وزن فعلى، وهى جبال على طريق الآخذ من مكة إلى المدينة، على بطن نخل. وأبلى: حذاء واد يقال له عريفطان، قد حدّدته في رسم ظلم وبأبلى مياه كثيرة، منها بئر معونة، وذو ساعدة، وذو جماجم، أو ذو حماحم، هكذا قال السّكونىّ. وحذاء أبلى من غربيّها قنة
يقال لها الشّورة، لبنى خفاف من بنى سليم، وماؤهم آبار يزرع عليها، ماء عذب، وأرض واسعة، وكانت بها عين يقال لها النازيّة، بين بنى خفاف وبين الأنصار، تضارّوها فسدّوها، بعد أن قتل في شأنها ناس كثير، وكانت عينا ثرّة، وطلبها السلطان مرارا بالثمن الجزل، فأبوا عليه، وحذاء أبلى من شرقيّها جبل يقال له ذو المرقعة، وهو معدن بني سليم، تكون فيه الأروى كثيرا، وفي أسفله من شرقيّه بئر يقال لها الشّقيقة، وتلقاءه عن يمينه، من تلقاء القبلة، جبل يقال له أحامر. وهذه الجبال تضرب إلى الحمرة، وهي تنبت الغرب والغضور والثّمام، وهناك تعار والأخرب: جبلان لا ينبتان شيئا، قال الشاعر:
وقال كثيّر:
وقال الشّمّاخ:
وتجاوز عين النازيّة، فترد مياها يقال لها الهدبيّة، وهي آبار ثلاث، ليس لها نخل ولا شجر، في بقاع واسعة بين حرّتين، تكون ثلاثة فراسخ عرضا، في طول ما شاء اللّه أن يكون، أكثر نباتها الحمض وهي لبنى خفاف ثم تنتهى إلى السوارقية، على ثلاثة أميال من عين النازيّة، وهي قرية لبنى سليم، فيها منبر، ويستعذبون الماء من واد يقال له سوارق، وواد يقال له الأبطن، ماء عذبا، ولهم مزارع واسعة، ونخل كثير، وفواكه جمّة، من الموز والتين والعنب والرّمّان والسفرجل والخوخ. وحدّها ينتهى إلى ضرية، وحواليها قرى، منها قيا، بينهما ثلاثة فراسخ، وهي كثيرة الأهل والمزارع والنخل، قال الراجز:
وقرية يقال لها الملحاء، سمّيت بالملحاء، بطن من حيدان، وهي في بطن واد يقال له قوران، يصبّ من الحرّة فيه ثلاث آبار عذاب، ونخل وشجر، وحواليها هضاب، يقال هضبات ذي مجر، قال الشاعر:
وذو مجر: غدير بينهنّ كبير في بطن قوران، وبأعلاه ماء يقاله ليث، آبار كثيرة عذبة، ليس لها مزارع، لغلظ موضعها، وخشونته، وفوق ذلك ماء يقال له شسّ، آبار كثيرة أيضا، وفوق ذلك بئر يقال لها ذات الغار، أغزرها ماء وأكثرها، تسقى بها بواديهم، قال ابن قطّاب السّلمىّ:
وحذاء هذا الجبل جبل يقال له أقراح، شامخ لا ينبت شيئا، كثير النّمور والأروى، ثم تمضى من الملحاء، فتنتهى إلى جبل يقال له معان، في جوفه أحساء ماء، منها حسى يقال له الهدّار، يفور بماء كثير، بحذائه حاميتان سوداوان، في جوف إحداهما مياه ملحة، يقال لها الرّفدة، حواليها نخلات وآجام يستظلّ بها المارّ، شبيهة بالقصور، وهى لبنى سليم؛ وبإزائها شواحط، وهو مذكور في موضعه.»
«(بضمّ أوّله، مشدّد الياء، على وزن فعلىّ): موضع تنسب إليه رجلة أبلىّ، وهو مذكور في حرف الراء.»

### الزمخشري
قال أبو القاسم محمود بن عمر الزمخشري(467 هـ-538 هـ= 1074م - 1143م):
- «اسم وادٍ، قال الأخطل:»[3]

### الحازمي الهمداني
قال الحازمي الهمداني(548 هـ - 584 هـ = 1153 - 1188 م):
«على وزن حبلى ويمال -: قال الكندي: ثمّ تمضي من المدینة مصعداً إلى مكة فتمل إلى واد يقال له عريفطان معر ليس به ماءٌ ولا مرعى، وحذاؤه جبالٌ لها أبلى فيها مياه منها: بئر معونة وذو ساعده، وذو جماجم أو حماحم - شكٌّ - والوسبا وهذه لبني سليم وهي قنان متصلة بعضها إلى بعض قال فيها الشاعر:
وذكر الزّهريّ قال: وبعث رسول الله صلّى الله عليه وسلّم قبل أرض بني سليم، وهو يومئذ ببئر معونة بجرف أبلى، وأبلى بين الأرحضيه وقران كذا ضبطه أبو نعيم الحافظ.»

### الإسكندري
قال نصر الإسكندري(توفي - 561هـ = 1166م)
«وأمّا (أبلى)(لامه مفتوحة وبعدها ألف لفظية): فهي جبال عند معدن بني سليم أو قريبة منه.»

### ياقوت الحموي
قال ياقوت الحموي(574هـ- 622هـ = 1178م - 1225م):
«بالضم ثم السكون والقصر بوزن حبلى، قال عرّام: تمضي من المدینة مصعدا إلى مكة، فتميل إلى واد يقال له عريفطان معن، ليس له ماء ولا مرعى، وحذاه جبال يقال لها أبلى، فيها مياه منها بئر معونه، وذو ساعده، وذو جماجم، أو حماحم، والوسباء، وهذه لبني سليم، وهي قنان متصلة بعضها إلى بعض، قال فيها الشاعر:
وعن الزهري: بعث رسول الله، صلى الله عليه وسلم، قبل أرض بني سليم، وهو يومئذ ببئر معونه بجرف أبلى. وأبلى بين الأرحضيه وقرّان- كذا ضبطه أبو نعيم.»

### عبد المومن البغدادي
قال عبد المومن البغدادي (ابن عبد الحق)(658 - 739 هـ = 1260 - 1338 م):
«بالضم، ثم السكون والقصر، بوزن حبلى: جبال فيها مياه، منها بئر معونه وذو ساعده وغيرها: قنان متصل بعضها ببعض، لبنى سليم.»

### السمهودي
قال الإمام السمهودي
«أبلى، (كحبلي)، قال عرّام بعد ذكر الحجر والرحضية: ثم يمضي نحو مكة مصعدا فيميل إلى واد يقال له عريفطان حذاء جبال يقال لها أبلى، ثم ذكر مياهها الآتية وأنها لبني سليم.
قلت: هي معروفة اليوم بين السّوارقية والرحضية، على نحو أربعة أيام من المدينة. وعن الزهري: بعث رسول الله صلى الله عليه وسلم قبل أرض بني سليم، وهو يومئذ ببئر معاوية بجرف أبلى، وأبلى بين الأرحضية وقران، كذا ضبطه أبو نعيم.»

### محمد حسن شراب
قال محمد حسن شُرَّاب(1938م - 2013م):
«(بالضم ثم السكون، والقصر، على وزن "حبلى") روى الزهري قال: بعث رسول اللّه قبل أرض بني سليم وهو يومئذ ببئر معونة، بجرف “ابلى” بين الأرحضية وقرّان. قال البلادي: لا زالت أبلى معروفة، وهي سلسلة جبلية سوداء تقع غرب المهد إلى الشمال، وتتصل في الغرب بحرّة الحجاز.»